# 陰摩羅鬼

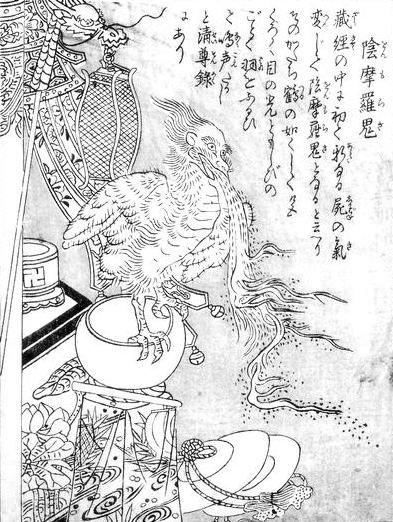
鳥山石燕『今昔画図続百鬼』より「陰摩羅鬼」

陰摩羅鬼（おんもらき、陰魔羅鬼）は、中国や日本の古書にある怪鳥。経典『大蔵経』によれば、新しい死体から生じた気が化けたものとされる。充分な供養を受けていない死体が化けたもので、経文読みを怠っている僧侶のもとに現れるともいう。

## 概要
古典の画図においては鳥山石燕の画集『今昔画図続百鬼』に描かれており、解説文には中国の古書『清尊録』からの引用で、姿は鶴のようで、体色が黒く、眼光は灯火のようで、羽を震わせて甲高く鳴くとある。
この『清尊録』には以下のような中国の陰摩羅鬼の話がある。宋の時代のこと。鄭州の崔嗣復という人物が、都の外の寺の宝堂の上で寝ていたところ、自分を叱る声で目を覚ました。見ると、前述のような外観の怪鳥がおり、崔が逃げると姿を消した。崔が寺の僧侶に事情を尋ねると、ここにはそのような妖怪はいないが、数日前に死人を仮置きしたという。都に戻って寺の僧に尋ねると、それは新しい死体の気が変化して生まれた陰摩羅鬼とのことだった。
日本では江戸時代の書物『太平百物語』に、『清尊録』に類似した陰摩羅鬼の話がある。山城国（現・京都府）で宅兵衛という男が寺でうたた寝をしていると、自分を呼ぶ声で目を覚ました。見るとそこには怪鳥がいた。驚いた宅兵衛が逃げ出して陰から様子をうかがっていると、そのまま怪鳥は姿を消した。宅兵衛が寺の長老に尋ねたところ、新しい屍の気が陰摩羅鬼になると大蔵経にあり、最近寺に仮置きした死人によるものだろうということだった。
陰摩羅鬼の名の由来は、仏教で悟りを妨げる魔物の摩羅（魔羅）に「陰」「鬼」の字をつけることで鬼・魔物の意味を強調したもの、もしくは障害を意味する「陰摩」と「羅刹鬼」の混合されたものとの説がある。